# Clavulina floridana
Clavulina floridana é uma espécie de fungo pertencente à família Clavulinaceae.